# SHM-CD

Logo bei SHM-CDs

Die SHM-CD (Kurzform für Super High Material Compact Disc) ist eine Compact Disc, bei welcher der konventionelle Polycarbonatträger durch ein alternatives Material ersetzt wurde. Erfunden wurde dieses Material 2006 von Universal Music Japan und JVC bei dem Versuch, besonders transparente LCDs herzustellen.
Der Hersteller sieht Vorteile, die sich schon beim Gießen des modifizierten Polycarbonats bemerkbar machen würden. So lasse sich das flüssige Material präziser auf den Stamper auftragen, zudem verringere sich der Jitter beim Auslesen von CDs.
SHM-CDs sind in jedem herkömmlichen CD-Player abspielbar, da sich die Geräte auf die Transparenz verschiedener Materialien adaptieren und dieselbe Fehlerkorrektur verwendet werden kann wie beim Abspielen von Polycarbon-CDs. Die Vorteile liegen also bei verbesserter Produktion und verbesserter Wiedergabesicherheit. Der Wechsel des Basis-Trägermaterials bringt zwar keine hörbaren Unterschiede zum Standardmaterial. Es verringert sich aber die Wahrscheinlichkeit für eine springende oder hängen bleibende Wiedergabe, da Störungen beim Auslesen der einzelnen Bits verringert werden. Auftretende kleine Unregelmäßigkeiten oder gar kleinere Fehler des Datenstromes werden jedoch prinzipbedingt vom CD-Spieler bei der digitalen Aufbereitung des Datenstromes von der CD erkannt und teilweise sogar korrigiert, wodurch sich die Klangqualität durch geringfügig weniger Datenfehler nicht merklich ändert. 